# HD 1075
HD 1075 — оранжевая звезда, находящаяся в созвездии Андромеда на расстоянии приблизительно 920,77 св. лет от Земли. По состоянию на 2007 год, радиус звезды оценивается в 29,91 солнечного радиуса. Исходя из положительной радиальной скорости, звезда удаляется от Солнца. Планет у HD 1075 обнаружено не было. Звезда видима невооружённым глазом на ночном небе.